# Palma (Uruguai)
Palma és un poble de l'Uruguai ubicat al departament d'Artigas, sobre l'extrem septentrional del país, prop de la frontera amb l'Argentina.